# Arteria iliaca interna
Die Arteria iliaca interna („innere Beckenarterie“) geht beim Menschen auf jeder Körperseite als schwächerer der zwei Äste der Arteria iliaca communis als mittelbare Fortsetzung der Aorta hervor. Bei den Haustieren geht sie direkt aus der Aorta ab. Sie versorgt die Organe des Beckens, aber auch die Körperwand mit Blut.
Die Arteria iliaca interna verläuft zunächst weiter nach kaudal zum hinteren oberen Rand des muskulären Beckenbodens, um ihre Äste sowohl auf die Außenseite desselben als auch auf die Innenseite abzugeben.
Beim Menschen gibt sie folgende Äste zu den Eingeweiden ab (viszerale Äste):
- Arteria umbilicalis (spielt eine große Rolle für den fetalen Kreislauf und obliteriert teilweise nach der Geburt – Chorda arteriae umbilicalis)
  - Arteria vesicalis superior (obere Blasenarterie)
- Arteria uterina (Arterie zur Gebärmutter)
- Arteria vesicalis inferior (untere Blasenarterie)
- Arteria rectalis media (mittlere Mastdarmarterie). Als Anhaltspunkt zur Identifikation der Arteriae rectales media et inferior kann der Musculus levator ani genommen werden, welcher beide Arterien voneinander trennt.
- Arteria pudenda interna (Arterie für die äußeren Genitalien und die Schwellkörper), sie gibt die Arteria rectalis inferior (unpaar) zur Anusmuskulatur ab.

Weiterhin entspringen der Arteria iliaca interna folgende Äste zur Bauchwand und muskuloskeletalen Strukturen des Beckens (parietale Äste):
- Arteria iliolumbalis
- Arteria sacralis lateralis (Äste zum Kreuzbein)
- Arteria obturatoria (Äste zu den Adduktoren und zur dorsalen Hüftmuskulatur)
- Arteria glutaea superior (Äste zur Gesäßmuskulatur)
- Arteria glutaea inferior (Äste zur Gesäßmuskulatur)

An der Arteria iliaca interna liegen die für Gesäß und Beckenorgane zuständigen Nodi lymphoidei iliaci interni.